# One Night Only
One Night Only is een Britse band uit Helmsley, Engeland. Hun single Just For Tonight werd tijdens het EK voetbal 2008 gedraaid als eindtune voor het programma Studio Sportzomer 2008. Afsluitend aan de laatste aflevering van dit programma speelden ze live in de studio. Hun debuutalbum kwam begin 2008 uit en heet Started A Fire. Twee jaar later kwam hun tweede album uit getiteld: One Night Only. In 2011 werd ook bekend dat zij de muziek maken voor de nieuwe reclame van Coca-Cola in Europa.

## Discografie

### Albums
| Album met eventuele hitnotering(en) in de Nederlandse Album Top 100 | Datum van verschijnen | Datum van binnenkomst | Hoogste positie | Aantal weken | Opmerkingen |
| ------------------------------------------------------------------- | --------------------- | --------------------- | --------------- | ------------ | ----------- |
| Started A Fire                                                      | 04-02-2008            | 28-06-2008            | 78              | 2            |             |
| One Night Only                                                      | 23-08-2010            |                       |                 |              |             |

### Singles
| Single met eventuele hitnotering(en) in de Nederlandse Top 40 | Datum van verschijnen | Datum van binnenkomst | Hoogste positie | Aantal weken | Opmerkingen |
| ------------------------------------------------------------- | --------------------- | --------------------- | --------------- | ------------ | ----------- |
| Just For Tonight                                              |                       | 28-06-2008            | 10              | 9            |             |